# 胡振鹏
胡振鹏（1948年—），江西星子人，汉族，中华人民共和国政治人物、全国人民代表大会江西地区代表。

## 生平
毕业于武汉水利电力学院（今武汉大学水利水电学院）水文及水资源管理专业。加入中国民主建国会。2002年12月，中国民主建国会第八次全国代表大会在北京召开，并选举产生第八届中央委员会，他当选常务委员。2008年，担任全国人大常委会委员，江西省人大常委会副主任。2013年，担任全国人大代表。